# 2074
Cette page concerne l'année 2074  du calendrier grégorien.
L'année 2074 est une année commune qui commence un lundi.
C'est la 2074e année de notre ère, la 74e année du IIIe millénaire et du XXIe siècle et la 5e année de la décennie 2070-2079.

## Autres calendriers
L'année 2074 du calendrier grégorien correspond aux dates suivantes :
- Calendrier berbère : 3023 / 3024
- Calendrier hébraïque : 5834 / 5835 (le 1er tishri 5835 a lieu le 22 septembre 2074[1])
- Calendrier indien : 1995 / 1996 (le 1er chaitra 1996 a lieu le 22 mars 2074[1])
- Calendrier musulman : 1497 / 1498 (le 1er mouharram 1498 a lieu le 20 décembre 2074[1])
- Calendrier persan : 1452 / 1453 (le 1er farvardin 1453 a lieu le 20 mars 2074[1])
  - Jours juliens : 2 478 573,5 à 2 478 938,5[2],[1]

## Évènements prévisibles
- 27 janvier : Éclipse solaire annulaire (en) le maximum devrait durer 141 secondes (2 minutes et 21 secondes) à une centaine de kilomètres au large de la côte sud-est du Sri Lanka ; pays dont le nombre d'habitants devrait être de 19327216 habitants selon les projections[3].
- 11 février : éclipse lunaire type pénombre visible à 20h55 (CET) depuis les continents D'Amerique, d'Europe, d'Afrique, d'Asie et d'Australie.
- 22 février : l'astéroïde Pallas effectuera une approche rapprochée record de la Terre à 1,233 UA .
- 19 mars, (29075) 1950 DA, un astéroïde Apollon gros comme le Mont Everest et filant à travers les cieux à une vitesse de 24,2 km/s devrait passer à une distance rapprochée de 14280000 km de la Terre avec une probabilité extrêmement faible mais non-nulle de percuter celle-ci[4].
- 3 mai, un très petit astéroïde de classe Apollo de la taille d'un bus et dénommé 2006 JY26 devrait s'approcher très près de la Terre avec une chance extrêmement faible de percuter notre planète, l'objet aura une vitesse de 11,57 km/s et un diamètre de 9 mètres. À titre de comparaison, le superbolide de Tcheliabinsk (Russie, 2013) mesurait avant impact environ 20 mètres[5].
- 5 juillet, c'est un astéroïde aréocroiseur (dont l'orbite croise souvent la planète Mars), (25143) Itokawa, gros de 535x300 mètres qui traversera le firmament se rapprochant de la Terre à 7040000 km avec extrêmement peu de chance d'entrer en collision[6].
- 8 juillet à 17h21 (CET), éclipse lunaire type pénombre visible depuis les continents d'Afrique, d'Asie et d'Australie,
- 24 juillet : Éclipse solaire annulaire (en). Celle-ci devrait être la plus visible à 500 kilomètres au nord de Palaos et devrait durer 117 secondes (1 minute et  57 secondes) en ce lieu.
- 6 août à 23:57 : éclipse lunaire penombrale[Quoi ?] visible depuis Mosfellsbaer, en Islande [7], pays qui devrait compter 372170 habitants selon les projections [8].